# Симон III фон Липе
Симон III фон Липе (на немски: Simon III zur Lippe; * 26 март 1430; † 7 март 1498, замък Дрингенберг) от династията Дом Липе от Графство Липе, е 35 години княз-епископ на Падерборн от 1465 до 1498 г.

## Биография
Той е вторият син на‎ Симон IV фон Липе (1404 – 1429), господар на Липе, и Маргарета фон Брауншвайг-Грубенхаген (1411 – 1456), дъщеря на херцог Ерих I фон Брауншвайг-Грубенхаген и Елизабет фон Брауншвайг-Гьотинген. По-малък брат е на Бернхард VII фон Липе (1428 – 1511), от 1429 г. господар на Липе.
След ранната смърт на баща му през 1429/30 г. опекун на братята е роднината им Дитрих II фон Мьорс († 1463), архиепископ на Кьолн и епископ на Падерборн.
След следването му в университетите в Кьолн (1445) и Ерфурт (1446) Симон става каноник в катедралата на Кьолн. На 21 февруари 1463 г. е избран за епископ на Падерборн, наследник на Дитрих II фон Моерс. Той получава мозъчен удар и умира на 7 март 1498 г. в княжеския епископски замък Бург Дрингенберг. Погребан е в катедралата на Падерборн.